# Думбрава (Ракитоаса)
Думбрава (рум. Dumbrava) насеље је у Румунији у округу Бакау у општини Ракитоаса. Oпштина се налази на надморској висини од 275 m.

## Становништво
Према подацима из 2002. године у насељу је живело 593 становника, од којих су сви румунске националности.